# San Dionisio (Hidalgo)
San Dionisio es una localidad de México perteneciente al municipio de Acatlán en el estado de Hidalgo.

## Geografía
Se encuentra en la región del Valle de Tulancingo, la localidad se encuentra localizada en las coordenadas geográficas 20°7′34.362″N 98°27′53.522″O / 20.12621167, -98.46486722, con una altitud de 2228  m s. n. m. Se encuentra a una distancia aproximada de 4.0 kilómetros al suroeste de la cabecera municipal, Acatlán.
En cuanto a fisiografía se encuentra dentro de la provincia del Eje Neovolcánico dentro de la subprovincia de Llanuras y Sierras de Querétaro e Hidalgo; su terreno es de llanura. En lo que respecta a la hidrología se encuentra posicionado en la región del Pánuco, en la cuenca del río Moctezuma, en la subcuenca del río Metztitlán. Con un clima semiseco templado.

## Demografía
En 2020 registro una población de 1240 personas, lo que corresponde al 5.57 % de la población municipal. De los cuales 575 son hombres y 665 son mujeres. Tiene 307 viviendas particulares habitadas.
| Gráfica de evolución demográfica de San Dionisio entre 1900 y 2020                                          |
| |
| Población de los censos y conteos del Instituto Nacional de Estadística y Geografía (INEGI) de 1970 a 2010. |